# Drogenbos
Drogenbos anhörenⓘ ist eine belgische Gemeinde mit 5944 Einwohnern (Stand 1. Januar 2024). Sie gehört zu den sieben flämisch-französischen Fazilitäten-Gemeinden in der Provinz Flämisch-Brabant.

## Geschichte
Das Dorf Drogenbos entstand im 11. Jahrhundert. 1798 wurde es zur eigenständigen Gemeinde. Aufgrund der Nähe zu Brüssel der Lage am Kanal Charleroi-Brüssel setzten Ende des 19. bis Anfang des 20. Jahrhunderts eine starke Industrialisierung sowie ein damit einhergehendes Bevölkerungswachstum ein.
1866 hatte Drogenbos 609 Einwohner. Bis 1920 stieg die Einwohnerzahl auf 2.008. Am 1. Januar 2024 lebten 5944 Menschen in Drogenbos.

## Wappen
Beschreibung: Der rote ovale Schild mit drei (2,1) gestellten silbernen Fünfblätter ist umlegt vom Orden vom Goldenen Vlies und wird vom mit einer Fürstenkrone gekrönten lilafarbenen Wappenmantel umgeben.

## Verkehr
Drogenbos ist an die Linie 18 der Tram Brüssel angebunden. Die Tramlinien 4 und 18 halten zudem nur wenige Meter hinter der Gemeindegrenze. Buslinien von De Lijn sorgen für die Anbindung an die Region.

## Sehenswürdigkeiten
- Kunstmuseum Felix de Boeck[2]
- Die um 1350 im gotischen Stil erbaute Kirche Sint-Niklaas
- Das Rathaus befindet sich in einem ehemaligen Schloss. In den 1960er Jahren wurde die Schlossruine mit ihrer Back- und Sandsteinfassade aus dem 17. und 18. Jahrhundert originalgetreu restauriert. Seit 1969 ist das Gebäude Sitz der Gemeindeverwaltung.

## Söhne und Töchter der Gemeinde
- Karl Theodor (1724–1799), Kurfürst von der Pfalz und Bayern
- Felix De Boeck (1898–1995), Maler
- Jo-El Azara (1937–2023), Comiczeichner